# Farmàcia Joaquim Cases
La Farmàcia Joaquim Cases és un establiment situat a la cantonada de la plaça de la Llana i el carrer de Corders de Barcelona, catalogat com a de gran interès (categoria E1).

## Història
Segons la guia El Consultor del 1857, la farmàcia era en mans de Josep Saló.
El 1864, Teodor Aviñó i Boix va comprar l'establiment. La seva filla es va casar amb Josep Cases i Valls, secretari de l'Acadèmia de Medicina, que també va escriure i va rebre algunes medalles pels seus treballs. Durant aquesta època, els seus preparats tenien molta anomenada per la gent del barri i es van comercialitzar arreu del país i a Amèrica. Va inventar l'anomenada solució Cases, un reconstituent per a múltiples malalties o dolors.

## Descripció
Té un portal a cada carrer. Destaca de la façana el moble de fusta aplacat que ocupa tota la superfície de la botiga donant lloc als dos accessos amb la mateixa estructura: fusteria amb una porta vidriera central i dos laterals amb porticons plegables. A sobre hi ha una llinda contínua també de fusta amb la paraula «farmàcia» a cada façana i a la cantonada el nom del farmacèutic i la reproducció d'algunes de les medalles atorgades.
A l'interior es conserva gairebé tota la decoració modernista projectada el 1910 amb vidres gravats a l'àcid amb motius florals, mobles de prestatges amb treball d'ebenisteria presentant línies corbes i motius florals. Conserva també el moble del taulell amb una mampara que separava la clientela dels dependents i la part baixa decorada amb fulles d'acant i roses. La farmàcia, a més, té un col·lecció de pots per a conservar-hi herbes datats de més de 150 anys. Segons Carme Cornet, aquesta ceràmica seria feta pel terrissaire Fèlix Montfort. El paviment està compost per un mosaic hidràulic que segueix un model amb motius geomètrics i florals.